# Молодёжный (Волгоградская область)
Молодёжный — посёлок в Быковском районе Волгоградской области России. Входит в Зелёновское сельское поселение.

## География
Посёлок расположен на левом берегу Волги (Волгоградского водохранилища), в Заволжье. Центр сельского поселения — посёлок Зелёный расположен в 2 километрах восточнее, по трассе путь составляет 3 км. Восточная граница посёлка проходит вдоль трассы Р226.

## Население
| 2010 |
| ---- |
| 117  |

## Инфраструктура
Посёлок газифицирован, есть медучреждение, магазин. Посёлок обслуживается отделением почтовой связи 404067, расположенным в посёлке Зелёный. Школа упразднена.

## История
На 01 июля 1968 года посёлок входил в Быковский поселковый совет.
На основании решения Волгоградского облисполкома от 24 августа 1983 года № 24/539 в Быковском районе был образован в том числе и Побединский сельсовет с центром в посёлке Победа. В состав Побединского сельсовета были включены поселки: Победа, Зелёный, Молодёжный и хутор Солянка, которые были выведены из административного подчинения Быковского поселкового Совета.
На 01 ноября 1988 года посёлок входил Побединский сельсовет.
В соответствии с решением Волгоградского облсовета народных депутатов № 3/27 от 24 января 1992 года «Об изменении административно-территориального устройства Быковского района» в Быковском районе был образован Зелёновский сельсовет с административным центром в посёлке Зелёный за счет рузукрупнения Побединского сельсовета. В состав Зелёновского сельсовета были включены посёлки Зелёный и Молодёжный из состава Побединского сельсовета.